# Медовка (приток Гиаги)
Медовка — река в России, протекает по территории Адыгеи. Устье реки находится в 23 км по левому берегу реки Гиага. Длина реки — 19 км, площадь водосборного бассейна — 81,2 км². Впадает в Гиагу у хутора Тихонов.

## Данные водного реестра
По данным государственного водного реестра России относится к Кубанскому бассейновому округу, водохозяйственный участок реки — Лаба от впадения реки Чамлык и до устья. Речной бассейн реки — Кубань.